# Bitspirit
Bitspirit, formellt BitSpirit, är en Bittorrent-klient för Microsoft Windows. Bitspirit är en lättanvänd klient som erbjuder fullt Bittorrent-protokoll genomförd med många personliga egenskaper. Den stödjer samtidiga nerladdningar, nedladdningsköer med mera.